# Tracteur à marche autonome
Pour les articles homonymes, voir TMA.

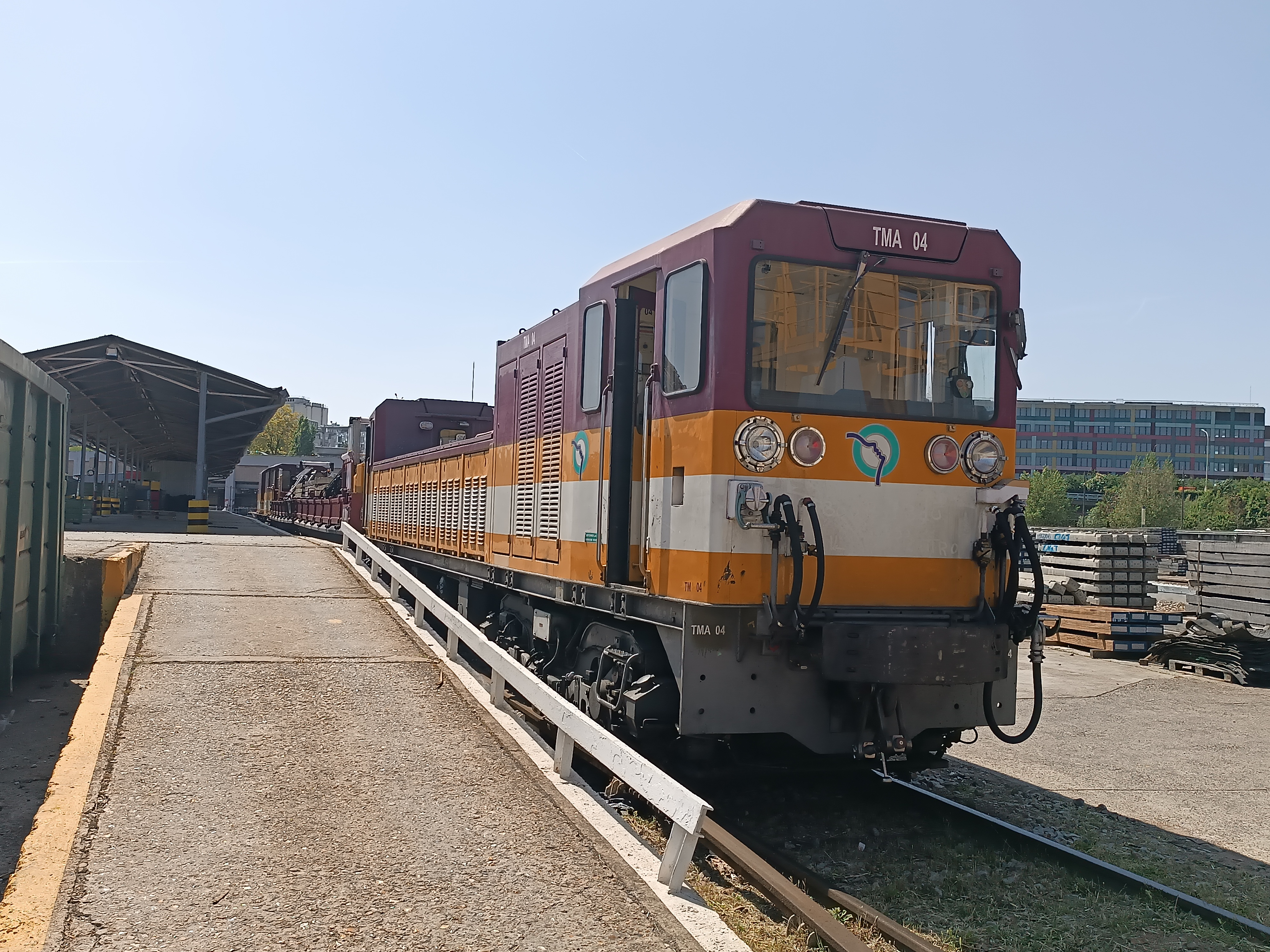
Tracteur à marche autonome TMA04 aux ateliers du métro de Paris de La Villette.

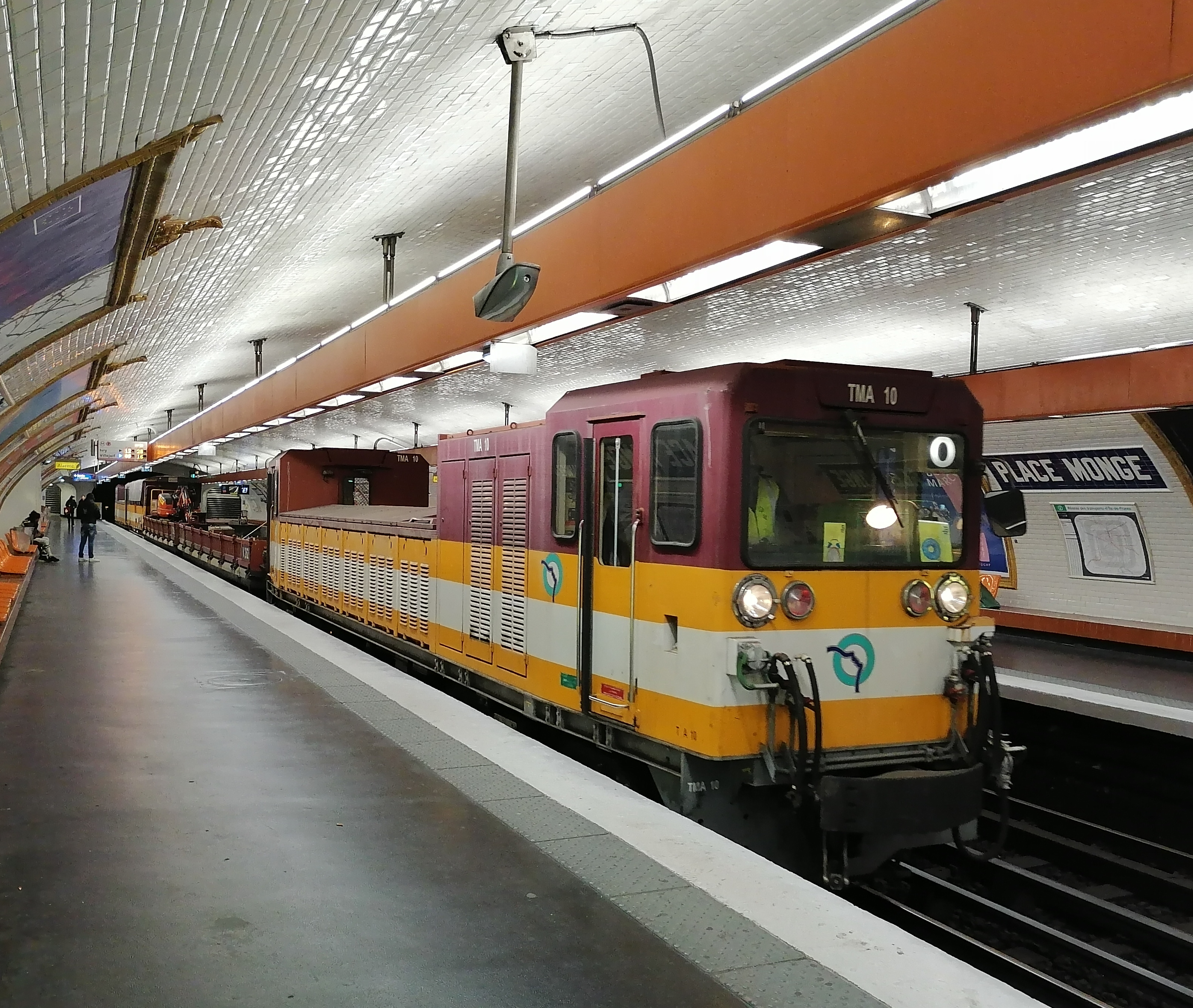
Le TMA 10 en circulation sur le réseau, à la station Place Monge, sur la ligne 7.

Le tracteur à marche autonome (TMA) est un matériel roulant de travaux du métro de Paris datant de 1985 dont 14 exemplaires sont construits par Alsthom,. Il est utilisé pour les travaux de renouvellement des voies, effectués la nuit sur des lignes où le rail de traction est hors tension. À cet effet, il est équipé de batteries.
Les éléments sont numérotés TMA 01 à TMA 14 ; à la même époque le TMVI 01 a été commandé, il s'agit d'un élément prévu pour tracter le train aspirateur dédié au nettoyage des voies,.